# Liste der Kulturdenkmäler in Hamburg-Osdorf
Die Liste der Kulturdenkmäler in Hamburg-Osdorf enthält die in der Denkmalliste ausgewiesenen Denkmäler auf dem Gebiet des Stadtteils Osdorf der Freien und Hansestadt Hamburg.
Basis ist der Datensatz Denkmalliste Hamburg auf dem Transparenzportal Hamburg. Dieser enthält alle Objekte, die rechtskräftig nach dem Hamburger Denkmalschutzgesetz vom 5. April 2013 unter Denkmalschutz stehen (§ 6 Abs. 1 DSchG HA) oder zumindest zeitweise standen. Die Denkmalliste steht auch als PDF-Dokument zur Verfügung. Alle Denkmäler in Osdorf, die schon nach dem Denkmalschutzgesetz vom 3. Dezember 1973, zuletzt geändert am 27. November 2007, unter Denkmalschutz standen, sind auch auf der Liste der Kulturdenkmäler im Hamburger Bezirk Altona zu finden.

## Legende
- ID: Gibt die vom Denkmalschutzamt Hamburg vergebene Objekt-ID (Identifikationsnummer) des Kulturdenkmals an, (in Klammern gegebenenfalls die Denkmalnummer nach altem Denkmalschutzgesetz).
- Adresse: Nennt den Straßennamen und, wenn vorhanden, die Hausnummer des Kulturdenkmals. Die Grundsortierung der Liste erfolgt nach dieser Adresse.
- Art: Zeigt an, ob es ein Objekt („O“) oder ein Ensemble („E“) ist.
- Datierung: Gibt die Datierung an; das Jahr der Fertigstellung bzw. den Zeitraum der Errichtung.
- Ensemble: Gibt die Nummer des Ensembles an, zu der das Objekt gehört, bzw. bei Ensembles die Nummer des Ensembles selbst.

Hinweis: Die Grundsortierung der Liste erfolgt nach der Adresse und ist alternativ nach ID, Art (Objekt oder Ensemble), Typ, Datierung, Entwurf oder Kurzbeschreibung sortierbar.

| ID           | Adresse | Art | Typ | Kurzbeschreibung | Datierung                                                       | Entwurf | Ensemble | Bild |
| ------------ | --- | --- | --- | --- | --------------------------------------------------------------- | --- | -------- | --- |
| 16904        | Achtern Born 127 (Lage) Q108566818 | O   | Gemeindezentrum (Kirchengebäude mit Gemeinderäume) | Gemeindezentrum Osdorfer Born; Kirche St. Maria Magdalena | 1972                                                            | Nickels, Klaus/Ohrt, Timm |          | weitere Bilder |
| 17096        | Adalbertstraße 3 (Lage) | O   | Mehrfamilienhaus | | 1949                                                            | Hermann, Carl |          | BW |
| 30422        | Adalbertstraße 11, 13 (Lage) | E   | | Adalbertstraße 11-13 |                                                                 | | 30422    | BW |
| 17095 (1357) | Adalbertstraße 11 (Lage) | O   | Landhaus | Landhaus Sigmund Gildemeister | 1920/21                                                         | Eeg & Runge (Eeg, Carl/Runge, Edmund) | 30422    | BW |
| 16615 (1357) | Adalbertstraße 13 (Lage) | O   | Wohngebäude; Gärtnerhaus; Garten | ehem. Gärtnerhaus | 1921                                                            | Eeg & Runge (Eeg, Carl/Runge, Edmund) | 30422    | |
| 30425        | Am Eichenplatz o. Nr., Osdorfer Landstraße o. Nr. (Lage) | E   | | Denkmalanlage Osdorfer Landstraße / Am Eichenplatz |                                                                 | | 30425    | |
| 16908        | Am Eichenplatz o. Nr., Osdorfer Landstraße o. Nr. (Lage) | O   | Denkmalanlage, Kriegerdenkmäler (Kriegerdenkmäler 1848/51, 1870/71, 1914/18 und 1939/45, Denkmal für die Erhebung Schleswig-Holsteins) [Findlinge, z. T. mit Bronzeplatte] | Denkmalanlage Osdorfer Landstraße / Am Eichenplatz | 19./20. Jh.                                                     | | 30425    | |
| 30404        | Arnimstraße 1, 2, 2a, 3, 4, 5, 6, 6a, 7, 7a, 8, 9, 10, 11, 12, 13, 14, Bettinastieg 1, 2, Friedensweg 5, 7, Gustav-Schwab-Straße 1, 1a, 2, 2a, 3, 4, Langelohstraße 34, 36, 38, Platenstraße 1, 2, 2a, 3, 4, Wüstenkamp 1, 1a, 2, 3, 4, 5 (Lage) | E   | | Luftgausiedlung |                                                                 | | 30404    | [[Vorlage:Bilderwunsch/code!/C:53.56275,9.84914!/D:Arnimstraße 1, 2, 2a, 3, 4, 5, 6, 6a, 7, 7a, 8, 9, 10, 11, 12, 13, 14, Bettinastieg 1, 2, Friedensweg 5, 7, Gustav-Schwab-Straße 1, 1a, 2, 2a, 3, 4, Langelohstraße 34, 36, 38, Platenstraße 1, 2, 2a, 3, 4, Wüstenkamp 1, 1a, 2, 3, 4, 5!/\|BW]] |
| 16597 (1202) | Arnimstraße 1 (Lage) | O   | Siedlungsbau | | 1939                                                            | Klophaus, Rudolf | 30404    | BW |
| 16926 (1202) | Arnimstraße 2 (Lage) | O   | Siedlungsbau | | 1939                                                            | Klophaus, Rudolf | 30404    | BW |
| 16609 (1202) | Arnimstraße 2a (Lage) | O   | Siedlungsbau | | 1939                                                            | Klophaus, Rudolf | 30404    | BW |
| 16599 (1202) | Arnimstraße 3 (Lage) | O   | Siedlungsbau | | 1939                                                            | Klophaus, Rudolf | 30404    | BW |
| 16608 (1202) | Arnimstraße 4 (Lage) | O   | Siedlungsbau | | 1939                                                            | Klophaus, Rudolf | 30404    | BW |
| 16667 (1202) | Arnimstraße 5 (Lage) | O   | Siedlungsbau | | 1939                                                            | Klophaus, Rudolf | 30404    | BW |
| 16607 (1202) | Arnimstraße 6 (Lage) | O   | Siedlungsbau | | 1939                                                            | Klophaus, Rudolf | 30404    | BW |
| 16606 (1202) | Arnimstraße 6a (Lage) | O   | Siedlungsbau | | 1939                                                            | Klophaus, Rudolf | 30404    | BW |
| 16610 (1202) | Arnimstraße 7 (Lage) | O   | Siedlungsbau | | 1939                                                            | Klophaus, Rudolf | 30404    | BW |
| 16907 (1202) | Arnimstraße 7a (Lage) | O   | Siedlungsbau | | 1939                                                            | Klophaus, Rudolf | 30404    | BW |
| 16605 (1202) | Arnimstraße 8 (Lage) | O   | Siedlungsbau | | 1939                                                            | Klophaus, Rudolf | 30404    | BW |
| 16906 (1202) | Arnimstraße 9 (Lage) | O   | Siedlungsbau | | 1939                                                            | Klophaus, Rudolf | 30404    | BW |
| 16604 (1202) | Arnimstraße 10 (Lage) | O   | Siedlungsbau | | 1939                                                            | Klophaus, Rudolf | 30404    | BW |
| 16656 (1202) | Arnimstraße 11 (Lage) | O   | Siedlungsbau | | 1939                                                            | Klophaus, Rudolf | 30404    | BW |
| 16603 (1202) | Arnimstraße 12 (Lage) | O   | Siedlungsbau | | 1939                                                            | Klophaus, Rudolf | 30404    | BW |
| 16655 (1202) | Arnimstraße 13 (Lage) | O   | Siedlungsbau | | 1939                                                            | Klophaus, Rudolf | 30404    | BW |
| 16602 (1202) | Arnimstraße 14 (Lage) | O   | Siedlungsbau | | 1939                                                            | Klophaus, Rudolf | 30404    | BW |
| 16925 (1202) | Bettinastieg 1 (Lage) | O   | Siedlungsbau | | 1939                                                            | Klophaus, Rudolf | 30404    | BW |
| 16666 (1202) | Bettinastieg 2 (Lage) | O   | Siedlungsbau | | 1939                                                            | Klophaus, Rudolf | 30404    | BW |
| 30407        | Bockhorst 9, 11, Köhlerstraße 1, 2, 2a, 3, 4, 5, 5a, 6, 6a, Kronprinzenstraße 26, 28, 30, 32, 34, 36, Tietzestraße 20, 22, 23, 24, 25, 26, 27, 28, 29, 30, Wildenbruchstraße 1, 3, 5 (Lage)                                                      | E   | | Siedlung Bockhorst / Köhlerstraße / Kronprinzenstraße / Tietzestraße / Wildenbruchstraße                                                                       |                                                                 | | 30407    | BW |
| 16886 (1203) | Bockhorst 9 (Lage) | O   | Siedlungsbau | | 1939                                                            | Klophaus, Rudolf | 30407    | BW |
| 16601 (1203) | Bockhorst 11 (Lage) | O   | Siedlungsbau | | 1939                                                            | Klophaus, Rudolf | 30407    | BW |
| 29380        | Bockhorst 163 (Lage) | O   | Wohnhaus; Wohnnebengebäude | Wohnhaus mit Nebengebäude | 1911                                                            | nicht ermittelt |          | BW |
| 17011        | Brandstücken 46 (Lage) | O   | Werksgebäude (Halle mit Wohn- und Büroteil) | | 1970                                                            | Talkenberg, Günter |          | BW |
| 16663        | Brentanostraße 2 (Lage) | O   | Wohnhaus | | 1910er Jahre                                                    | |          | BW |
| 17027        | Brentanostraße 6a (Lage) | O   | Wohnhaus | | 1964                                                            | Papendiek, Christian |          | BW |
| 16614        | Charlotte-Niese-Straße 7 (Lage) | O   | Wohnhaus | | 1930/31                                                         | |          | BW |
| 16662        | Charlotte-Niese-Straße 9 (Lage) | O   | Wohnhaus | | 1921; 1955 (Um- und Anbau)                                      | Schmitz, F.H. (Übernehmer) |          | BW |
| 16661        | Charlotte-Niese-Straße 15 (Lage) | O   | Wohnhaus | | 1930/31                                                         | |          | BW |
| 17091        | Dörpfeldstraße 1 (Lage) | O   | Landhaus (mit Garage) | | 1921                                                            | Ostermeyer, Friedrich |          | BW |
| 17093        | Dörpfeldstraße 16 (Lage) | O   | Wohnhaus | | 1910                                                            | Lorenzen, Fernando/Stehn, Edmund |          | BW |
| 17051        | Dörpfeldstraße 29 (Lage) | O   | Landhaus | | 1908                                                            | Lorenzen, Fernando/Stehn, Edmund |          | BW |
| 17092        | Dörpfeldstraße 33 (Lage) | O   | Wohnhaus | | 1964                                                            | Schramm & Elingius (Elingius, Jürgen/Peters, Harald/Schramm, Gottfried/Schramm, Jost); Schramm & Pempelfort (Schramm, Jost/Pempelfort, Gerd) (Schwimmbad) |          | BW |
| 16681 (844)  | Dörpfeldstraße 36 (Lage) | O   | Wohngebäude | | 1920                                                            | Elingius, Erich |          | |
| 29387 (830)  | Dörpfeldstraße 39 (Lage) | O   | Landhaus | Gebäude und Garten einschl. Hecke | 1928                                                            | Amsinck, Heinrich |          | |
| 17074        | Droste-Hülshoff-Straße 23 (Lage) | O   | Landhaus | | 1910/20er Jahre                                                 | |          | BW |
| 16902        | Fontanestraße 1 (Lage) | O   | Landhaus | | 1897/98                                                         | |          | BW |
| 16901        | Fontanestraße 2 (Lage) | O   | Landhaus | | 1921                                                            | Fink, Eugen |          | BW |
| 16900        | Fontanestraße 3 (Lage) | O   | Landhaus | | 1901/1912                                                       | Bach, Franz; Lorenzen, Fernando/Stehn, Edmund |          | BW |
| 16924 (1202) | Friedensweg 5 (Lage) | O   | Siedlungsbau | | 1939                                                            | Klophaus, Rudolf | 30404    | BW |
| 17008 (1202) | Friedensweg 7 (Lage) | O   | Siedlungsbau | | 1939                                                            | Klophaus, Rudolf | 30404    | BW |
| 16899 (929)  | Friedensweg 33 (Lage) | O   | Wohnhaus | | 1905/06                                                         | Lorenzen, Fernando/Stehn, Edmund |          | |
| 16898        | Friedensweg 37 (Lage) | O   | Villa | | 1905                                                            | Stöhase, H. |          | BW |
| 29415        | Goosacker 41 (Lage) | O   | Schulanlage | Schulanlage mit Pavillon- und Zeilenbauten sowie überdachten Gänge, seit 2015 nur noch Grundschule Goosacker                                                   | 1956 ff.                                                        | Amsinck, Heinrich/Peper, Karl (mit Hochbauverwaltung); Vogel, Wolfgang                                                                                    |          | weitere Bilder |
| 16923 (1202) | Gustav-Schwab-Straße 1 (Lage) | O   | Siedlungsbau | | 1939                                                            | Klophaus, Rudolf | 30404    | BW |
| 16671 (1202) | Gustav-Schwab-Straße 1a (Lage) | O   | Siedlungsbau | | 1939                                                            | Klophaus, Rudolf | 30404    | BW |
| 16669 (1202) | Gustav-Schwab-Straße 2 (Lage) | O   | Siedlungsbau | | 1939                                                            | Klophaus, Rudolf | 30404    | BW |
| 16668 (1202) | Gustav-Schwab-Straße 2a (Lage) | O   | Siedlungsbau | | 1939                                                            | Klophaus, Rudolf | 30404    | BW |
| 16670 (1202) | Gustav-Schwab-Straße 3 (Lage) | O   | Siedlungsbau | | 1939                                                            | Klophaus, Rudolf | 30404    | BW |
| 16654 (1202) | Gustav-Schwab-Straße 4 (Lage) | O   | Siedlungsbau | | 1939                                                            | Klophaus, Rudolf | 30404    | BW |
| 16917        | Heimburgstraße 2 (Lage) | O   | Landhaus | | 1928                                                            | Gerson, Hans/Gerson, Oskar |          | BW |
| 30406        | Isfeldkamp 14, 14, Osdorfer Landstraße 253 | E   | | Osdorfer Landstraße 253 / Isfeldkamp 14 |                                                                 | | 30406    | |
| 16679        | Isfeldkamp 14 (Lage) | O   | Bauernhaus (Anbau) | | 1925                                                            | | 30406    | BW |
| 16664        | Isfeldkamp 14, Osdorfer Landstraße 253 (Lage) | O   | Wohnwirtschaftsgebäude | | 19. Jh.; 1925 (Anbau)                                           | | 30406    | BW |
| 17014        | Jenischstraße 4 (Lage) | O   | Landhaus | | 1931                                                            | Rehder, Werner |          | |
| 29390 (1002) | Jenischstraße 11 (Lage) | O   | Landhaus | Haus und der sonstigen Grundstücksausstattung wie der Mauer, dem Pavillon, der Pforte, dem Gewächshaus und dem Hühnerhaus sowie den Hecken und dem Baumbestand | 1913                                                            | Gerson, Hans/Gerson, Oskar |          | |
| 29391 (1262) | Jenischstraße 26 (Lage) | O   | Clubhaus; Sportgelände (Polospielfeld) | Clubhaus und Spielfeld des Hamburger Poloclubs | 1927                                                            | Amsinck, Heinrich |          | |
| 29388 (1673) | Joachimstraße 11 (Lage) | O   | Landhaus; Garten | Landhaus und Garten | 1950; 1956 (Erweiterung)                                        | Rübcke, Hans Christoph/Dreschmann |          | |
| 17006 (1094) | Knabeweg 40 (Lage) | O   | Armenhaus | Armenhaus der Stadt Altona | 1871                                                            | Winkler, Heinrich Oskar |          | |
| 16600 (1203) | Köhlerstraße 1 (Lage) | O   | Siedlungsbau | | 1939                                                            | Klophaus, Rudolf | 30407    | BW |
| 16596 (1203) | Köhlerstraße 2 (Lage) | O   | Siedlungsbau | | 1939                                                            | Klophaus, Rudolf | 30407    | BW |
| 16595 (1203) | Köhlerstraße 2a (Lage) | O   | Siedlungsbau | | 1939                                                            | Klophaus, Rudolf | 30407    | BW |
| 16680 (1203) | Köhlerstraße 3 (Lage) | O   | Siedlungsbau | | 1939                                                            | Klophaus, Rudolf | 30407    | BW |
| 16594 (1203) | Köhlerstraße 4 (Lage) | O   | Siedlungsbau | | 1939                                                            | Klophaus, Rudolf | 30407    | BW |
| 16598 (1203) | Köhlerstraße 5 (Lage) | O   | Siedlungsbau | | 1939                                                            | Klophaus, Rudolf | 30407    | BW |
| 16612 (1203) | Köhlerstraße 5a (Lage) | O   | Siedlungsbau | | 1939                                                            | Klophaus, Rudolf | 30407    | BW |
| 16593 (1203) | Köhlerstraße 6 (Lage) | O   | Siedlungsbau | | 1939                                                            | Klophaus, Rudolf | 30407    | BW |
| 16592 (1203) | Köhlerstraße 6a (Lage) | O   | Siedlungsbau | | 1939                                                            | Klophaus, Rudolf | 30407    | BW |
| 16616 (1310) | Königgrätzstraße 1 (Lage) | O   | Wohnhaus | | 1967                                                            | Groth & Meier; Plomin, Karl/Plomin, Peter (Garten) |          | |
| 29359 (1577) | Königgrätzstraße 9 (Lage) | O   | Wohnhaus | Gebäude und Einfriedung | 1931                                                            | Hermann, Carl |          | |
| 16897        | Königgrätzstraße 11 (Lage) | O   | Landhaus | | 1922                                                            | Radel, George |          | BW |
| 16896        | Kronprinzenstraße 2 (Lage) | O   | Villa | | 1912/13                                                         | Lorenzen, Fernando/Stehn, Edmund |          | BW |
| 16895        | Kronprinzenstraße 12 (Lage) | O   | Wohnhaus | | 1907                                                            | Peters, Julius |          | BW |
| 16591 (1203) | Kronprinzenstraße 26 (Lage) | O   | Siedlungsbau | | 1939                                                            | Klophaus, Rudolf | 30407    | BW |
| 16685 (1203) | Kronprinzenstraße 28 (Lage) | O   | Siedlungsbau | | 1939                                                            | Klophaus, Rudolf | 30407    | BW |
| 16684 (1203) | Kronprinzenstraße 30 (Lage) | O   | Siedlungsbau | | 1939                                                            | Klophaus, Rudolf | 30407    | BW |
| 16683 (1203) | Kronprinzenstraße 32 (Lage) | O   | Siedlungsbau | | 1939                                                            | Klophaus, Rudolf | 30407    | BW |
| 16682 (1203) | Kronprinzenstraße 34 (Lage) | O   | Siedlungsbau | | 1939                                                            | Klophaus, Rudolf | 30407    | BW |
| 16945 (1203) | Kronprinzenstraße 36 (Lage) | O   | Siedlungsbau | | 1939                                                            | Klophaus, Rudolf | 30407    | BW |
| 16922 (1202) | Langelohstraße 34 (Lage) | O   | Siedlungsbau | | 1939                                                            | Klophaus, Rudolf | 30404    | BW |
| 16658 (1202) | Langelohstraße 36 (Lage) | O   | Siedlungsbau | | 1939                                                            | Klophaus, Rudolf | 30404    | BW |
| 16657 (1202) | Langelohstraße 38 (Lage) | O   | Siedlungsbau | | 1939                                                            | Klophaus, Rudolf | 30404    | BW |
| 16890        | Langelohstraße 119 (Lage) | O   | Kirche | Simeonkirche | 1958/59                                                         | Matthaei, Joachim |          | |
| 30405 (1327) | Langelohstraße 141, 141, 145, 149, 149 (Lage) | E   | Hofanlage | Heidbarghof | 18./19. Jh.                                                     | | 30405    | |
| 16888 (1327) | Langelohstraße 141 (Lage) | O   | Wohnwirtschaftsgebäude | Heidbarghof | 1842; 1919 (Anbau)                                              | | 30405    | |
| 38896 (1327) | Langelohstraße 141 (Lage) | O   | Stall/Backhaus | Heidbarghof | 19. Jh., 2. Hälfte                                              | | 30405    | |
| 16660 (1327) | Langelohstraße 145 (Lage) | O   | Altenteiler/Kate | Heidbarghof | 1789, um; 1924 (Erneuerung)                                     | | 30405    | |
| 16659 (1327) | Langelohstraße 149 (Lage) | O   | Kate | Heidbarghof | 1870, um (1866, kurz nach)                                      | | 30405    | |
| 38897 (1327) | Langelohstraße 149 (Lage) | O   | Stall | Heidbarghof | 19. Jh., 2. Hälfte                                              | | 30405    | |
| 29385 (1094) | Lübbersmeyerweg 10, 11, 12, 13, 14, 15 (Lage) | O   | Armenhaus | ehem. Armenhaus der Stadt Altona mit dem dazugehörigen Parkabschnitt                                                                                           | 1871                                                            | Winckler, Oskar |          | BW |
| 17010        | Meyerhofstraße 1 (Lage) | O   | Villa | | 1906                                                            | Lorenzen, Fernando/Stehn, Edmund |          | BW |
| 17009        | Meyerhofstraße 7 (Lage) | O   | Villa | | 1908                                                            | Lorenzen, Fernando/Stehn, Edmund |          | BW |
| 30424        | Ohnhorststraße 37, 39, 41, 43, 45 (Lage) | E   | | Ohnhorststraße 37–45 |                                                                 | | 30424    | BW |
| 16919        | Ohnhorststraße 37 (Lage) | O   | Wohnhaus | | 1921                                                            | Schmidt, F. H. | 30424    | BW |
| 16905        | Ohnhorststraße 39 (Lage) | O   | Wohnhaus | | 1921/22                                                         | Becker, J. | 30424    | BW |
| 16918        | Ohnhorststraße 41 (Lage) | O   | Wohnhaus | | 1920/21                                                         | Schmidt, F. H. | 30424    | BW |
| 16929        | Ohnhorststraße 43 (Lage) | O   | Wohnhaus | | 1926                                                            | | 30424    | BW |
| 16916 (1468) | Ohnhorststraße 45 (Lage) | O   | Wohnhaus | | 1913                                                            | Peters, Reinhold | 30424    | |
| 30427        | Ohnhorststraße 50, 52, 54 (Lage) | E   | | Ohnhorststraße 50–54 |                                                                 | | 30427    | BW |
| 16915        | Ohnhorststraße 50 (Lage) | O   | Wohnhaus | | 1911                                                            | Hinrichsen, Emil | 30427    | BW |
| 16914        | Ohnhorststraße 52 (Lage) | O   | Wohnhaus | | 1912                                                            | Hinrichsen, Emil | 30427    | BW |
| 16913        | Ohnhorststraße 54 (Lage) | O   | Wohnhaus | | 1911                                                            | Eggerstedt, Heinrich | 30427    | BW |
| 16912        | Ohnhorststraße 56 (Lage) | O   | Wohnhaus | | 1914                                                            | Elingius, Erich; Ochs, Jacob (Garten) |          | BW |
| 30426        | Ohnhorststraße 62, 64 (Lage) | E   | | Ohnhorststraße 62–64 |                                                                 | | 30426    | BW |
| 16911        | Ohnhorststraße 62 (Lage) | O   | Wohnhaus | | 1910er Jahre                                                    | | 30426    | BW |
| 16910        | Ohnhorststraße 64 (Lage) | O   | Wohnhaus | | 1912                                                            | Meinhold, A. | 30426    | BW |
| 16893        | Osdorfer Landstraße 162a (Lage) | O   | Windmühle | Osdorfer Mühle | 1888                                                            | Johannsen, Wilhelm |          | |
| 16927        | Osdorfer Landstraße 218 (Lage) | O   | Wohnwirtschaftsgebäude (Restaurant bzw. Laden (nach Umnutzung)) | Hof Behrmann | 1866; 1911 (Anbau Stall)                                        | |          | |
| 30423        | Osdorfer Landstraße 233, Wesselburer Weg 6 (Lage) | E   | | Osdorfer Landstraße 233 / Wesselburer Weg 6 |                                                                 | | 30423    | |
| 16889 (354)  | Osdorfer Landstraße 233 (Lage) | O   | Wohn- und Wirtschaftsgebäude (Laden (nach Umnutzung)) | Vogthof | 18. Jh., 2. Hälfte; 1846 (Erneuerung und Umbau Wirtschaftsteil) | | 30423    | |
| 17007        | Osdorfer Landstraße 239 (Lage) | O   | Wohnwirtschaftsgebäude (Laden (nach Umnutzung)) | Hof Wacker | 1828 (vermutl.)                                                 | |          | BW |
| 16921 (1202) | Platenstraße 1 (Lage) | O   | Siedlungsbau | | 1939                                                            | Klophaus, Rudolf | 30404    | BW |
| 16674 (1202) | Platenstraße 2 (Lage) | O   | Siedlungsbau | | 1939                                                            | Klophaus, Rudolf | 30404    | BW |
| 16673 (1202) | Platenstraße 2a (Lage) | O   | Siedlungsbau | | 1939                                                            | Klophaus, Rudolf | 30404    | BW |
| 16675 (1202) | Platenstraße 3 (Lage) | O   | Siedlungsbau | | 1939                                                            | Klophaus, Rudolf | 30404    | |
| 16672 (1202) | Platenstraße 4 (Lage) | O   | Siedlungsbau | | 1939                                                            | Klophaus, Rudolf | 30404    | BW |
| 17003        | Polostraße 4 (Lage) | O   | Landhaus | | 1925                                                            | Grell & Pruter (Grell, Henry/Pruter, Peter) |          | |
| 16894        | Reichskanzlerstraße 3 (Lage) | O   | Landhaus | | 1901                                                            | Lorenzen, Fernando/Stehn, Edmund (mit Ancker, Ferdinand)                                                                                                  |          | BW |
| 28996 (1805) | Reichskanzlerstraße 7 (Lage) | O   | Villa | | 1896                                                            | Lorenzen, Fernando/Stehn, Edmund |          | |
| 29386 (956)  | Reichskanzlerstraße 9 (Lage) | O   | Villa | Villa mit Innenausstattung, Garten und alter Einfriedung | 1909                                                            | Jacob & Ameis (Jacob, Alfred/Ameis, Otto) |          | |
| 16613 (1594) | Reichskanzlerstraße 12 (Lage) | O   | Landhaus | | 1914                                                            | Baedeker, Walther |          | |
| 16892        | Reichskanzlerstraße 26 (Lage) | O   | Landhaus | | 1910                                                            | Baedeker, Walther (Haus)/König und Roggenbrod (Garten); Elingius & Schramm (Anbau); Kallmorgen, Werner (Anbau Wintergarten 1939)                          |          | BW |
| 16887 (1047) | Rugenbarg 10 (Lage) | O   | Kate | | 18./19. Jh.                                                     | |          | |
| 16678 (1203) | Tietzestraße 20 (Lage) | O   | Siedlungsbau | | 1939                                                            | Klophaus, Rudolf | 30407    | BW |
| 16928 (1203) | Tietzestraße 22 (Lage) | O   | Siedlungsbau | | 1939                                                            | Klophaus, Rudolf | 30407    | BW |
| 17022 (1203) | Tietzestraße 23 (Lage) | O   | Siedlungsbau | | 1939                                                            | Klophaus, Rudolf | 30407    | BW |
| 17026 (1203) | Tietzestraße 24 (Lage) | O   | Siedlungsbau | | 1939                                                            | Klophaus, Rudolf | 30407    | BW |
| 17021 (1203) | Tietzestraße 25 (Lage) | O   | Siedlungsbau | | 1939                                                            | Klophaus, Rudolf | 30407    | BW |
| 17025 (1203) | Tietzestraße 26 (Lage) | O   | Siedlungsbau | | 1939                                                            | Klophaus, Rudolf | 30407    | BW |
| 17020 (1203) | Tietzestraße 27 (Lage) | O   | Siedlungsbau | | 1939                                                            | Klophaus, Rudolf | 30407    | BW |
| 17024 (1203) | Tietzestraße 28 (Lage) | O   | Siedlungsbau | | 1939                                                            | Klophaus, Rudolf | 30407    | BW |
| 17019 (1203) | Tietzestraße 29 (Lage) | O   | Siedlungsbau | | 1939                                                            | Klophaus, Rudolf | 30407    | BW |
| 17023 (1203) | Tietzestraße 30 (Lage) | O   | Siedlungsbau | | 1939                                                            | Klophaus, Rudolf | 30407    | BW |
| 29414        | Wesperloh 19 (Lage) | O   | Schulanlage | Schulanlage mit Pavillonbauten, Kreuzbau, Verwaltungstrakt, Pausenhalle, Musikraum, Serienturnhalle und überdachten Gängen                                     | 1960 ff.                                                        | Seitz, Paul |          | weitere Bilder |
| 17012 (354)  | Wesselburer Weg 6 (Lage) | O   | Stall mit Wohnungen, Altenteilerkate | Vogthof | 1788                                                            | | 30423    | |
| 17018 (1203) | Wildenbruchstraße 1 (Lage) | O   | Siedlungsbau | | 1939                                                            | Klophaus, Rudolf | 30407    | BW |
| 17017 (1203) | Wildenbruchstraße 3 (Lage) | O   | Siedlungsbau | | 1939                                                            | Klophaus, Rudolf | 30407    | BW |
| 17016 (1203) | Wildenbruchstraße 5 (Lage) | O   | Siedlungsbau | | 1939                                                            | Klophaus, Rudolf | 30407    | BW |
| 16920 (1202) | Wüstenkamp 1 (Lage) | O   | Siedlungsbau | | 1939                                                            | Klophaus, Rudolf | 30404    | BW |
| 16611 (1202) | Wüstenkamp 1a (Lage) | O   | Siedlungsbau | | 1939                                                            | Klophaus, Rudolf | 30404    | BW |
| 16677 (1202) | Wüstenkamp 2 (Lage) | O   | Siedlungsbau | | 1939                                                            | Klophaus, Rudolf | 30404    | BW |
| 16665 (1202) | Wüstenkamp 3 (Lage) | O   | Siedlungsbau | | 1939                                                            | Klophaus, Rudolf | 30404    | BW |
| 16676 (1202) | Wüstenkamp 4 (Lage) | O   | Siedlungsbau | | 1939                                                            | Klophaus, Rudolf | 30404    | BW |
| 16891 (1202) | Wüstenkamp 5 (Lage) | O   | Siedlungsbau | | 1939                                                            | Klophaus, Rudolf | 30404    | BW |